# Matti Nykänen

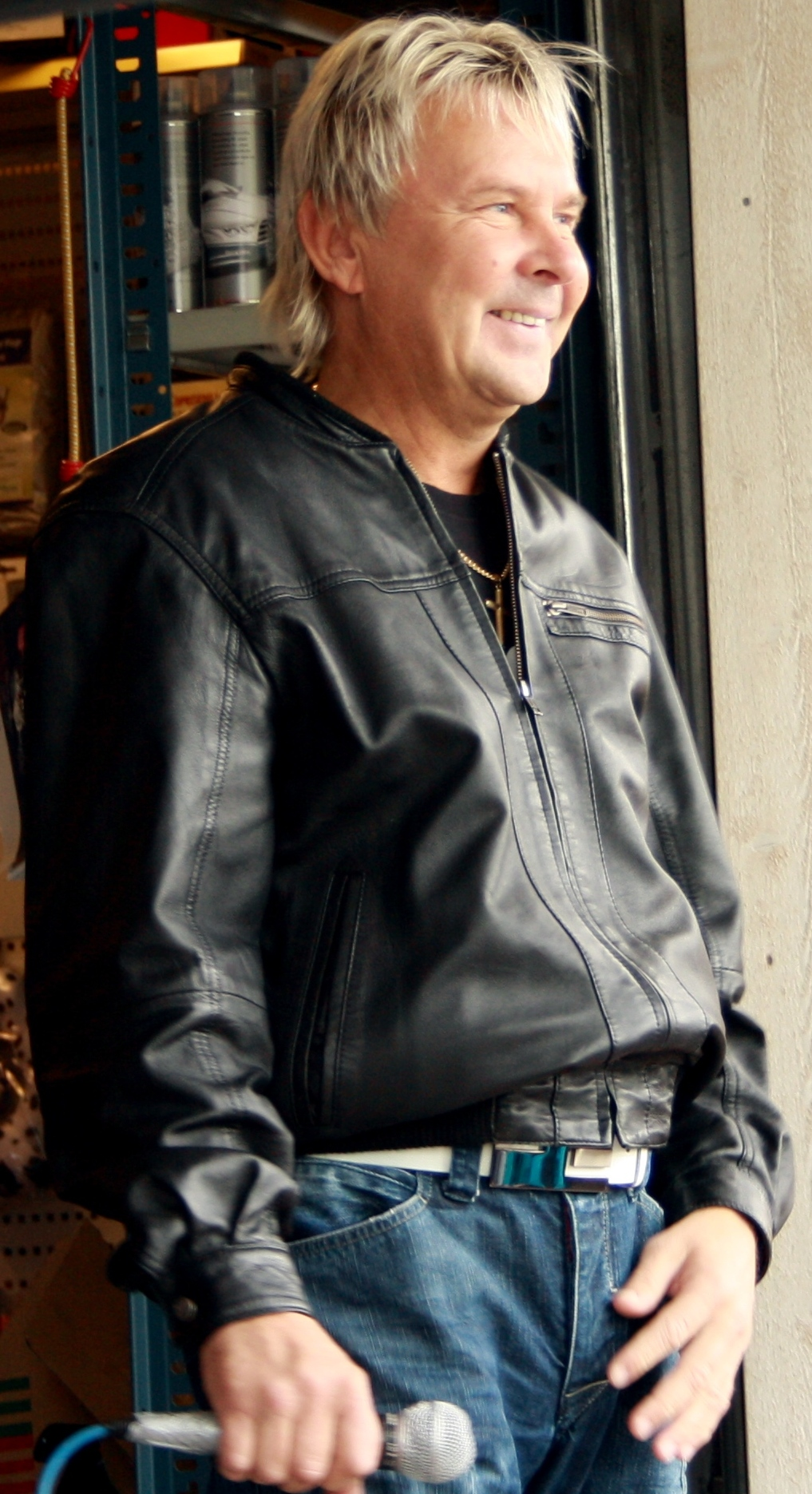
Matti Nykänen (2010)

Matti Ensio Nykänen (pronunciationⓘ) (17 tháng 7 năm 1963 – 4 tháng 2 năm 2019)  là vận động viên nhảy cầu trượt tuyết Phần Lan đã thi đấu từ năm 1981 đến năm 1991. Được coi là vận động viên nhảy cầu nam vĩ đại nhất mọi thời đại,  anh đã giành được 5 huy chương Thế vận hội mùa đông (4 vàng), 9 huy chương Giải vô địch thế giới (5 vàng) và 22 huy chương Giải vô địch Phần Lan (14 vàng).  Đáng chú ý nhất, anh đã giành được ba huy chương vàng tại Thế vận hội Mùa đông 1988, cùng với Yvonne van Gennip của Hà Lan, là các vận động viên giành được nhiều huy chương nhất tại Olympic đó.
Nykänen là vận động viên nhảy cầu trượt tuyết duy nhất trong lịch sử đã giành được huy chương vàng tại cả năm sự kiện lớn của môn thể thao này: huy chương vàng tại Thế vận hội mùa đông (ba lần), giải vô địch thế giới môn nhảy trượt tuyết (một lần), giải vô địch thế giới môn trượt tuyết (một lần), bốn Danh hiệu chung cuộc World Cup và Giải đấu Four Hills (hai lần). Bốn chức vô địch World Cup của anh là kỷ lục mọi thời đại được chia sẻ với Adam Małysz và Sara Takanashi. Nykänen vẫn là nam giới duy nhất giữ kỷ lục thế giới trượt tuyết 5 lần trong lịch sử.
Từ những năm 1990 trở đi, vị thế người nổi tiếng của Nykänen chủ yếu được thúc đẩy bởi các mối quan hệ cá nhân, sự nghiệp ca sĩ nhạc pop và nhiều sự cố khác nhau thường liên quan đến việc sử dụng nhiều rượu và hành vi bạo lực. Anh bị kết án 26 tháng tù sau một vụ đâm người vào năm 2004, và một lần nữa đi tù 16 tháng sau một vụ hành hung nghiêm trọng đối với vợ vào năm 2009.